# تسیتا
شهر تسیتا (به آلمانی: Zittau) شهری در جنوب شرقی ایالت زاکسن که در مرز لهستان و چک قرار دارد. جمعیت این شهر ۲۸٬۶۳۸ نفر است.

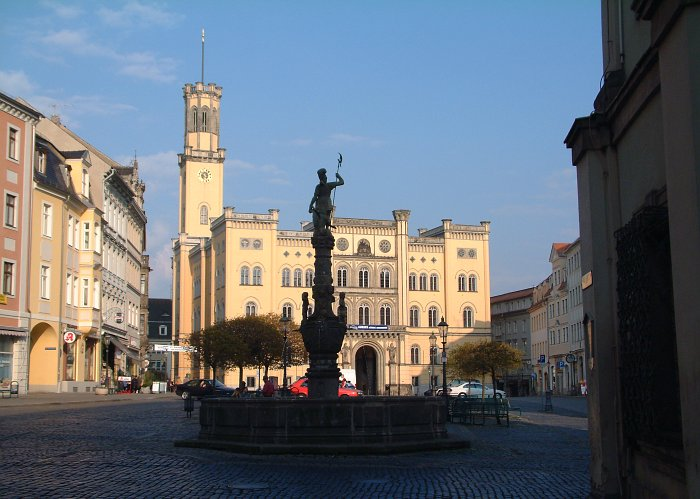
تالار شهر تسیتا